# Adriaen Hanneman

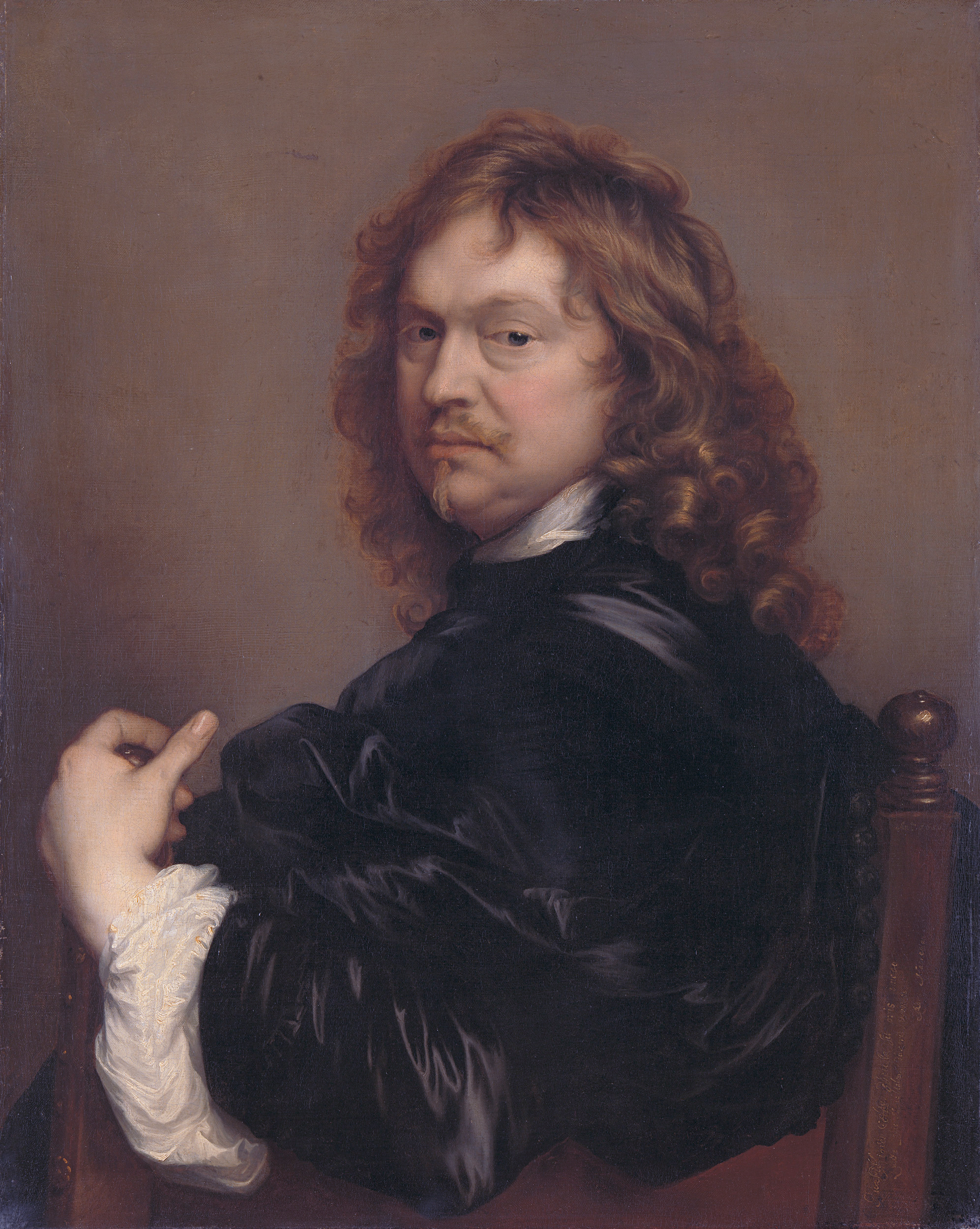
Självporträtt av Hanneman.

Adriaen Hanneman, född omkring 1601, död 1671, var en nederländsk konstnär.
Hanneman var 1623-37 bosatt i England, därefter i Haag. Han var elev till Jan Anthoniszoon van Ravesteyn och blev efter sin Englandsvistelse kraftigt influerad av Anthonis van Dyck. Hanneman är huvudsakligen känd för sina porträtt av den oraniska huset och detta närstående engelsk högadel, men har även måla allegorier, till exempel Justitia i Haags rådhus. I Sverige är han företrädd i samlingarna på Vanås slott med Klarinettspelaren.